# 민홍남
민홍남은 대한민국의 텔레비전 드라마 작가이자 영화 프로듀서이다. 

## 영화
- 2005년 영화 《병원이나 가야겠습니다》 ... 감독
- 2006년 영화 《타짜》 ... 제작지원
- 2007년 영화 《검은 집》 ... 연출부
- 2008년 영화 《그의 결혼식》 ... 연출부
- 2009년 영화 《하늘과 바다》 ... 연출부
- 2010년 영화 《반가운 살인자》 ... 연출부
- 2011년 영화 《평양성》 ... 연출부
- 2012년 영화 《페이스 메이커》 ... 연출부
- 2012년 영화 《광해, 왕이 된 남자》 ... 연출부
- 2013년 영화 《화이: 괴물을 삼킨 아이》 ... 연출팀
- 2014년 영화 《상의원》 ... 연출부
- 2016년 영화 《부산행》 ... 조감독
- 2018년 영화 《염력》 ... 조감독
- 2020년 영화 《반도》 ... 조감독

## 드라마
- 2024년 넷플릭스 오리지널 드라마 《선산》 ... 연출 & 공동각본